# Дагестан (телерадиокомпания)
Государственная телевизионная и радиовещательная компания «Дагестан» — филиал ФГУП «ВГТРК» в Республике Дагестан.

## История
Создана в январе 1932 года как Комитет по радиовещанию при ЦИК ДАССР, которому была передана Дагестанская широковещательная радиостанция запущенная в 1927 году, 31 мая 1934 года переименован в Комитет по радиофикации и радиовещанию при СНК ДАССР, 30 декабря 1949 года — Комитет по радиоинформации при СМ ДАССР, в июне 1953 года в Отдел радиоинформации Министерства культуры ДАССР, 23 июля 1957 года — Комитет по радиовещанию и телевидению при СМ ДАССР, в 1958 году была утверждена его следующая структура:
- главная редакция политического вещания
- редакция передач на национальных языках
- главная редакция художественного вещания
- редакция программ и выпуска
- группа переводчиков
- корреспондентская сеть
- машинописная группа микрофонных материалов
- техническая группа
- музыкальные коллективы
- Кизлярская городская редакция радиовещания

28 февраля 1960 года при нём была организована Махачкалинская студия телевидения. Постановлением СМ ДАССР от 12 октября 1961 г. был объединен административно-управленческий персонал комитета и Махачкалинской студии телевидения. Но из-за отдаленности помещения студии от помещения комитета творческие коллективы редакций радиовещания и редакций студии телевидения не были объединены в соответствующие единые творческие коллективы. Этим же постановлением была утверждена структура комитета:
- Бухгалтерия
- Административно-хозяйственный отдел
- Республиканское телевидение (Махачкалинская студия телевидения)
  - Редакция выпуска с дикторской группой
  - Главная редакция общественно-политических программ
    - Редакция последних известий (позднее — Главная редакция информации «Дагестан»)[2][3][4]
    - Редакция пропаганды
    - Редакция народного хозяйства
    - Редакция молодежных и спортивных передач

  - Главная редакция художественных программ
    - Редакция литературно-драматических передач
    - Редакция музыкальных передач
    - Редакция передач для детей и юношества
    - Редакция кинопрограмм

  - Производственный отдел (с цехами художественно-постановочным и киносъемочным)
- Республиканское радиовещание
  - Редакция выпуска радиопрограмм
  - Главная редакция общественно-политического радиовещания
    - Редакция последних известий
    - Редакция промышленности, транспорта и строительства
    - Редакция сельского хозяйства, науки и техники
    - Редакция передач для молодежи,
    - Редакция передач на аварском
    - Редакция передач на даргинском
    - Редакция передач на кумыкском
    - Редакция передач на лакском
    - Редакция передач на лезгинском языках

  - Главная редакция художественного радиовещания
    - Редакция музыкального вещания
    - Редакция литературно-драматического вещания
    - Редакция для детей и юношества
    - Фонотека
    - Библиотека (нотная)
    - Симфонический оркестр
    - Хор
    - Оркестр народных инструментов
    - Эстрадный ансамбль
    - Ансамбль народных инструментов «Кунаки»

  - Отдел корреспондентской сети

13 сентября 1978 г. Комитет был преобразован в Государственный комитет ДАССР по телевидению и радиовещанию (Гостелерадио ДАССР). 1 февраля 1993 года Гостелерадио ДССР было реорганизовано в ГТРК «Дагестан»

## Премии и награды
На IV Всероссийском фестивале телевизионных информационных программ «Мир. Согласие. Единство» приз в номинации «Глас народа» получил документальный фильм ГТРК «Дагестан» «Конфликт в Шамхальской школе» (автор — Эльмира Алхаматова).

## Руководители
Первым руководителем стал народный поэт Дагестана Анвар Аджиев. Он руководил с 1960 по 1963. Его сменил Гаджи Гамзатов, а затем — Магомед Гамидов. Всего телецентром управляли 8 человек:
- Анвар Аджиев — в 1960—1963;
- Гаджи Гамзатов — в 1963—1970;
- Магомед Гамидов — в 1970—2002[8];
- Тайгиб Абдусамадов — в 2003—2004;
- Салам Хавчаев — в 2004—2007;
- Гаджи Абашилов — в 2007—2008[9];
- Сулайман Уладиев — в 2008—2009[10][10][11];
- Луиза Алиханова — с ноября 2009[12];.

## Языки вещания
ГТРК Дагестан ведет телерадиовещание на аварском, агульском, азербайджанском, даргинском, кумыкском, лакском, лезгинском, ногайском, русском, рутульском, табасаранском, татском, цахурском, чеченском языках.

## Партнеры
- Россия-1 и ГТРК «Дагестан»
- Россия-Культура и ГТРК «Дагестан»
- Россия-24 и ГТРК «Дагестан»
- Радио России и ГТРК «Дагестан»
- Вести-FM и ГТРК «Дагестан»

Также до 2008 года ГТРК «Дагестан» осуществляла эфир на НТВ, РЕН ТВ и Первом канале. Трансляция на последнем, как правило, носила незаконный характер, и по решению руководства Первого канала, ВГТРК и президента республики в 2008 году все передачи ГТРК «Дагестан» стали осуществляется только на телеканалах ВГТРК.